# Colleen Miller (Ruderin)
Colleen Grace Miller (* 30. Dezember 1967 in Matlock, Manitoba) ist eine ehemalige kanadische Leichtgewichts-Ruderin. 

## Sportliche Karriere
Die 1,72 m große Colleen Miller vom Winnipeg Rowing Club nahm 1989 erstmals an Ruder-Weltmeisterschaften teil, im Leichtgewichts-Vierer ohne Steuerfrau belegte die kanadische Crew den sechsten Platz. Bei den Weltmeisterschaften 1990 siegten die Kanadierinnen, 1991 belegte das Boot wieder den sechsten Platz.
1992 wechselte Miller in den Leichtgewichts-Doppelzweier, zusammen mit Michelle Darvill gewann sie die Silbermedaille bei den Weltmeisterschaften 1992. Ab 1993 ruderte sie zusammen mit Wendy Wiebe, die beiden Kanadierinnen gewannen dreimal hintereinander den Welttitel: 1993 in Račice u Štětí, 1994 in Indianapolis und 1995 in Tampere. 1996 stand das Leichtgewichts-Rudern erstmals auf dem olympischen Programm. Bei der olympischen Regatta in Atlanta belegten Miller und Wiebe als Siegerinnen des B-Finales den siebten Platz. 